# Gustavo Peña
Gustavo Peña (Talpa de Allende, 22 de novembro de 1941 — Cidade do México, 19 de janeiro de 2021) foi um futebolista e tecnico mexicano que competiu nas Copa do Mundo FIFA de 1966 e 1970.

## Morte
Gustavo morreu em 19 de janeiro de 2021, aos 79 anos, vítima da COVID-19.